# Народная улица (Санкт-Петербург)
Наро́дная улица — улица в Невском районе Санкт-Петербурга. Проходит от Октябрьской набережной до линии Окружной железной дороги (через неё переброшен путепровод «Нева»). Является продолжением Мурманского шоссе Р 21 и частью Центральной Дуговой магистрали. Основной восточный въезд в город.

## История
Начиная со второй половины XIX века на территории нынешней Народной улицы находился район Горячее поле, известный своими свалками и жившими на них бродягами.
Первоначальное название улицы — Рыба́цкий проспе́кт, возникло в 1910-х годах и происходит от наименования Малой Рыбацкой слободы. С 1930-х годов имело название Доро́га на ста́нцию Нева́. Современное название присвоено 16 января 1964 года в честь советского народа.

## Достопримечательности
- Володарский мост
- Дом № 1 (на пересечении с Октябрьской набережной) — Санкт-Петербургский театр «Мастерская»
- Дом № 3 — торговый комплекс «Штрих-код». Фасады здания ярко-красного цвета представляют собой свободную вариацию на тему товарного штрих-кода. Материал облицовки здания — смальта.
- «Дача Чернова» (Октябрьская набережная, дом № 72) — памятник архитектуры периода архитектурной эклектики. Усадьба построена в 1889—1893 годах в вольно трактованном русском стиле по проекту А. И. фон Гогена для генерала А. И. Чернова при участии архитекторов А. И. Кузнецова и Г. И. Люцедарского[3].
- Невский мемориал «Журавли» (Дальневосточный проспект — улица Новосёлов) — мемориальный комплекс памяти павших героев Великой Отечественной войны. В композицию входят монументальная стела с летящими журавлями, обелиск, надгробные плиты и бронзовая статуя девушки с венком. Сооружён в 1977—1980 годах на месте братских захоронений; архитекторы Д. С. Гольдгор, А. В. Аланнэ, А. П. Изотов, скульптор Л. Г. Могилевский

## Транспорт
Троллейбусы: № 14, 27
Автобусы: № 4, 5, 8, 12, 56, 97, 118, 119, 140, 228, 239, 264, 288, 476

## Пересечения
- Дальневосточный проспект
- Проспект Большевиков
- Октябрьская набережная